# Амарілдо
Амарі́лдо Таварес да Сілвейра (порт. Amarildo Tavares da Silveira; нар. 29 червня 1939, Кампус-дус-Гойтаказіс) — колишній бразильський футболіст, що грав на позиції нападника. По завершенні ігрової кар'єри — футбольний тренер.
Виступав за бразильські та італійські клуби, а також національну збірну Бразилії, у складі якої став чемпіоном світу, забивши один з голів у фіналі.

## Клубна кар'єра
У дорослому футболі дебютував 1957 року виступами за нижчолігову команду «Гойтаказ». Згодом, з 1958 по 1963 рік, грав у складі команд клубів «Флуміненсе» та «Ботафогу». Разом з другою командою вигравав Турнір Ріо-Сан-Паулу та два чемпіонства штату Ріо-де-Жанейро.
Своєю грою за останню команду привернув увагу представників тренерського штабу італійського «Мілану», до складу якого приєднався влітку 1963 року. Дебютував за нову команду 1 вересня в товариському матчі проти «Інтернаціонале», в якому відразу забив гол. Через два тижні, 15 вересня, дебютував у Серії А в грі проти «Мантови» (4:1). В кінці того ж року зіграв в усіх трьох матчах міланців в Міжконтинентальному кубку проти «Сантуса», але не зміг допомогти команді виграти трофей (4:2, 2:4, 0:1). Єдиним трофеєм, який Амарілдо здобув з «россонері» став Кубок Італії у сезоні 1966/67.
По завершенні того сезону бразилець перебрався в «Фіорентину», з якою став чемпіоном Італії у сезоні 1968/69.
Влітку 1970 року став гравцем столичної «Роми», у складі якої провів ще два сезони.
Завершив професійну ігрову кар'єру у клубі «Васко да Гама», за команду якого виступав протягом 1973—1974 років, і допоміг команді вперше в історії стати чемпіоном Бразилії.

## Виступи за збірну
1961 року дебютував в офіційних матчах у складі національної збірної Бразилії.
У складі збірної був учасником чемпіонату світу 1962 року у Чилі, де був дублером легендарного Пеле. Проте у другому матчі групового етапу проти чехословаків Пеле зазнав травму. Несподівано для себе сама Амарілдо був включений до складу на заміну «короля» на вирішальний матч групового турніру проти збірної Іспанії. Програючи по ходу матчу, бразильці виграли (2:1) завдяки двом м'ячам, забитим наприкінці гри Амарілдо. У фінальному матчі проти збірної Чехословаччини він знову забив вирішальний гол, здобувши титул чемпіона світу.
Протягом кар'єри у національній команді, яка тривала 6 років, провів у формі головної команди країни 23 матчі, забивши 7 голів.

## Кар'єра тренера
Відразу по завершенні кар'єри повернувся до Італії, де протягом чотирьох сезонів тренував молодіжний склад «Фіорентини». Після цього працював з молодіжною «Ботафогу».
Першим основним клубом, який очолив бразильський фахівець, стало «Сорсо» з четвертого за рівнем дивізіону Італії, в якому Амарілдо працював у 1981—1983 роках.
1984 року очолив туніський «Есперанс», з яким наступного року став чемпіоном Тунісу, а через рік — володарем національного кубка.
1988 року Амарілдо повернувся до Італії, де знову очолював клуб четвертого дивізіону «Турріс».
Останнім місцем тренерської роботи бразильця був клуб «Понтедера», команду якого Амарілдо очолював як головний тренер до 1992 року.

## Статистика виступів

### Статистика клубних виступів в Італії
| Сезон                  | Команда                | Чемпіонат              | Чемпіонат | Чемпіонат | Національний кубок | Національний кубок | Національний кубок | Континентальні кубки | Континентальні кубки | Континентальні кубки | Інші змагання | Інші змагання | Інші змагання | Усього | Усього |
| Сезон                  | Команда                | Ліга                   | Ігор      | Голів     | Ліга               | Ігор               | Голів              | Ліга                 | Ігор                 | Голів                | Ліга          | Ігор          | Голів         | Ігор   | Голів  |
| ---------------------- | ---------------------- | ---------------------- | --------- | --------- | ------------------ | ------------------ | ------------------ | -------------------- | -------------------- | -------------------- | ------------- | ------------- | ------------- | ------ | ------ |
| 1963-64                | «Мілан»                | A                      | 31        | 14        | КІ                 | 1                  | -                  | КЧ                   | 4                    | -                    | МКК           | 3             | 2             | 39     | 16     |
| 1964-65                | «Мілан»                | A                      | 27        | 14        | КІ                 | 1                  | -                  | КЯ                   | 2                    | -                    | -             | -             | -             | 30     | 14     |
| 1965-66                | «Мілан»                | A                      | 24        | 2         | КІ                 | -                  | -                  | КЯ                   | 6                    | 1                    | -             | -             | -             | 30     | 3      |
| 1966-67                | «Мілан»                | A                      | 25        | 2         | КІ                 | 5                  | 3                  | КМ                   | 2                    | -                    | КА            | -             | -             | 32     | 5      |
| Усього за «Мілан»      | Усього за «Мілан»      | Усього за «Мілан»      | 107       | 32        |                    | 7                  | 3                  |                      | 14                   | 1                    |               | 3             | 2             | 131    | 38     |
| 1967-68                | «Фіорентина»           | A                      | 17        | 5         | КІ                 | 2                  | -                  | КЯ                   | 2                    | -                    | -             | -             | -             | 21     | 5      |
| 1968-69                | «Фіорентина»           | A                      | 25        | 6         | КІ                 | 1                  | -                  | КЯ                   | 4                    | 2                    | -             | -             | -             | 30     | 8      |
| 1969-70                | «Фіорентина»           | A                      | 20        | 5         | КІ                 | 4                  | 1                  | КЧ                   | 6                    | 1                    | АІК           | 4             | 1             | 34     | 8      |
| Усього за «Фіорентину» | Усього за «Фіорентину» | Усього за «Фіорентину» | 62        | 16        |                    | 7                  | 1                  |                      | 12                   | 3                    |               | 4             | 1             | 85     | 21     |
| 1970-71                | «Рома»                 | A                      | 21        | 7         | КІ                 | 4                  | 1                  | -                    | -                    | -                    | -             | -             | -             | 25     | 8      |
| 1971-72                | «Рома»                 | A                      | 12        | 3         | КІ                 | 3                  | -                  | -                    | -                    | -                    | АІК           | -             | -             | 15     | 3      |
| Усього за «Рому»       | Усього за «Рому»       | Усього за «Рому»       | 33        | 10        |                    | 7                  | 1                  |                      | -                    | -                    |               | -             | -             | 40     | 11     |
| Усього в Італії        | Усього в Італії        | Усього в Італії        | 202       | 58        |                    | 21                 | 5                  |                      | 26                   | 4                    |               | 7             | 3             | 256    | 70     |

## Титули і досягнення

### Як гравець
| - Володар Кубка О'Хіггінса (1): Бразилія: 1961 - Чемпіон світу (1): Бразилія: 1962 - Володар Кубка Освалдо Круза (2): Бразилія: 1962, 1963 - Володар Кубка Рока (1): Бразилія: 1963 | - Чемпіон штату Ріо-де-Жанейро (2): «Ботафогу»: 1961, 1962 - Переможець турніру Ріо-Сан-Паулу (1): «Ботафогу»: 1962 - Володар Кубка Італії (1): «Мілан»: 1966-67 - Чемпіон Італії (1): «Фіорентина»: 1968-69 | - Чемпіон Тунісу (1): «Есперанс»: 1985 - Володар Кубка Тунісу (1): «Есперанс»: 1986 - Найкращий бомбардир чемпіонату штату Ріо-де-Жанейро: 1961 - Найкращий бомбардир турніру Ріо-Сан-Паулу: 1962 |